# Teatro Variedades (Costa Rica)
El Teatro Variedades es un teatro y sala de cine ubicado en San José, Costa Rica. Junto con el Teatro Nacional de Costa Rica y el Teatro Popular Melico Salazar, es considerado uno de los tres grandes teatros de la capital costarricense. Se encuentra ubicado en calle 5, entre avenidas central y primera, en el distrito del Carmen. Inaugurado en 1892, es el teatro más antiguo de esta capital centroamericana, y además, fue también su primer cine, pues en él se proyectaron las primeras producciones cinematográficas llegadas al país, en 1906. El Teatro Variedades es uno de los elementos históricos, arquitectónicos y culturales más importantes de la capital de Costa Rica, por lo que fue declarado patrimonio histórico-arquitectónico en 1999.

## Historia
El Teatro Variedades comenzó a ser construido en 1891 por parte del empresario español Tomás Garita, para reemplazar al Teatro Municipal de San José (antiguo Teatro de Mora, 1856), que había sido destruido por un terremoto. Su arquitecto fue el también español Francisco Gómez. La inauguración fue en 1892, con el nombre de Teatro de Variedades. Contaba con 384 butacas y se estrenó con la opereta francesa La Mascota, de Edouard Audran, a cargo de la Compañía Española de la Zarzuela y Opereta Fajardo Vazcona.
En 1894, se presentó la primera obra escrita por un costarricense, El rey que rabió, de Joaquín Vargas Calvo. En 1906, debutó en el Variedades el tenor costarricense Melico Salazar, el más reconocido cantante de ópera de la historia de Costa Rica, con la obra Bohemios.
Luego de finalizada la construcción del Teatro Nacional de Costa Rica en 1897, el Teatro Variedades pasó a convertirse en un teatro alternativo a este, donde se presentaban principalmente zarzuelas, operetas, a la vez que daba espacio a importantes eventos sociales, culturales y políticos.
Para el año de 1906, el Variedades fue el sitio donde se proyectaron las primeras producciones cinematográficas que llegaron a Costa Rica, dedicándose, a partir de la década de 1920, a la exhibición cinematográfica, luego de que el teatro fue comprado por el italiano Mario Urbini. En 1930, se proyectó la primera película costarricense, El Retorno, obra de cine mudo dirigida por el italiano Alfred Francis Bertoni y producida por Urbini.
En 1986, el Teatro Variedades fue declarado sitio de interés cultural e histórico, y en 1999, pasó a formar parte del patrimonio arquitectónico de la nación costarricense.
Actualmente, el Teatro Variedades está tutelado por el Centro Nacional de Cine, y se encuentra cerrado debido al daño que tiene, se mantiene en proyecto la remodelación del mismo. 

## Arquitectura
La arquitectura del Teatro Variedades se corresponde con el estilo neoclásico propio de la Costa Rica de finales del siglo XIX y principios del siglo XX. Es obra del arquitecto español Francisco Gómez. El edificio se encuentra ubicado en una calle en la cual forma un conjunto arquitectónico con otros dos importantes edificios históricos de San José, que comparten su mismo estilo arquitectónico: el Edificio Maroy y la Casa Jiménez de la Guardia. Su icónica fachada posee elementos decorativos barrocos, como columnas dóricas, mascarones, imágenes alusivas a la danza y la lira, y dragones.
El Variedades ocupa una superficie de 720 m². Posee un escenario a la italiana, con piso de madera. Su capacidad actual es de 492 espectadores, distribuidas en 3 pisos. Cuenta con dos camerinos ubicados al lado izquierdo del escenario. Además, cuenta con una pantalla para proyección de cine de 5.5 x 11 metros. Cuenta con servicios sanitarios con acceso para personas con discapacidad. Las últimas remodelaciones del Variedades datan de 1914 y desde entonces la estructura se ha mantenido intacta.